# 四谷見附橋
四谷見附橋（よつやみつけばし）は、東京都の新宿通り（国道20号）の橋梁である。南北に走るJR中央線の上に東西に架かり、東側が千代田区麹町六丁目、西側は新宿区四谷一丁目となる。現在の橋は、1991年に架け替えられた2代目である。

## 歴史
1639年（寛永16年）、現在の四ツ谷駅東側の江戸城外濠内側に江戸城三十六見附の一つの四谷御門が作られ、見附番所が置かれた北側に尾張徳川家、南東側には紀州徳川家の屋敷があり、江戸城防衛の要のひとつであったが、明治に入ると門は撤去された。
1894年（明治27年）、外濠の一部の水を抜き、甲武鉄道（現在のJR中央本線）飯田町駅 - 新宿駅間が開通。中間に四ツ谷駅が開設された。新宿方面から江戸城への道は防衛上の理由からクランク状に曲がっており、交通の障害となっていた。1910年に四谷見附橋の建設を含む道路整備計画が東京市会を通過。翌1911年に着工、1913年（大正2年）に完成した。橋上には東京市街鉄道により新宿と月島を結ぶ路面電車が敷設され、1968年まで運行された。
1974年、新宿通りの拡幅と四谷見附橋の架け替えが決定した。架替工事は1991年10月5日に竣工。旧橋の橋体は八王子市の多摩ニュータウンにある長池公園に移築され、1993年11月22日に竣工式が行われた。

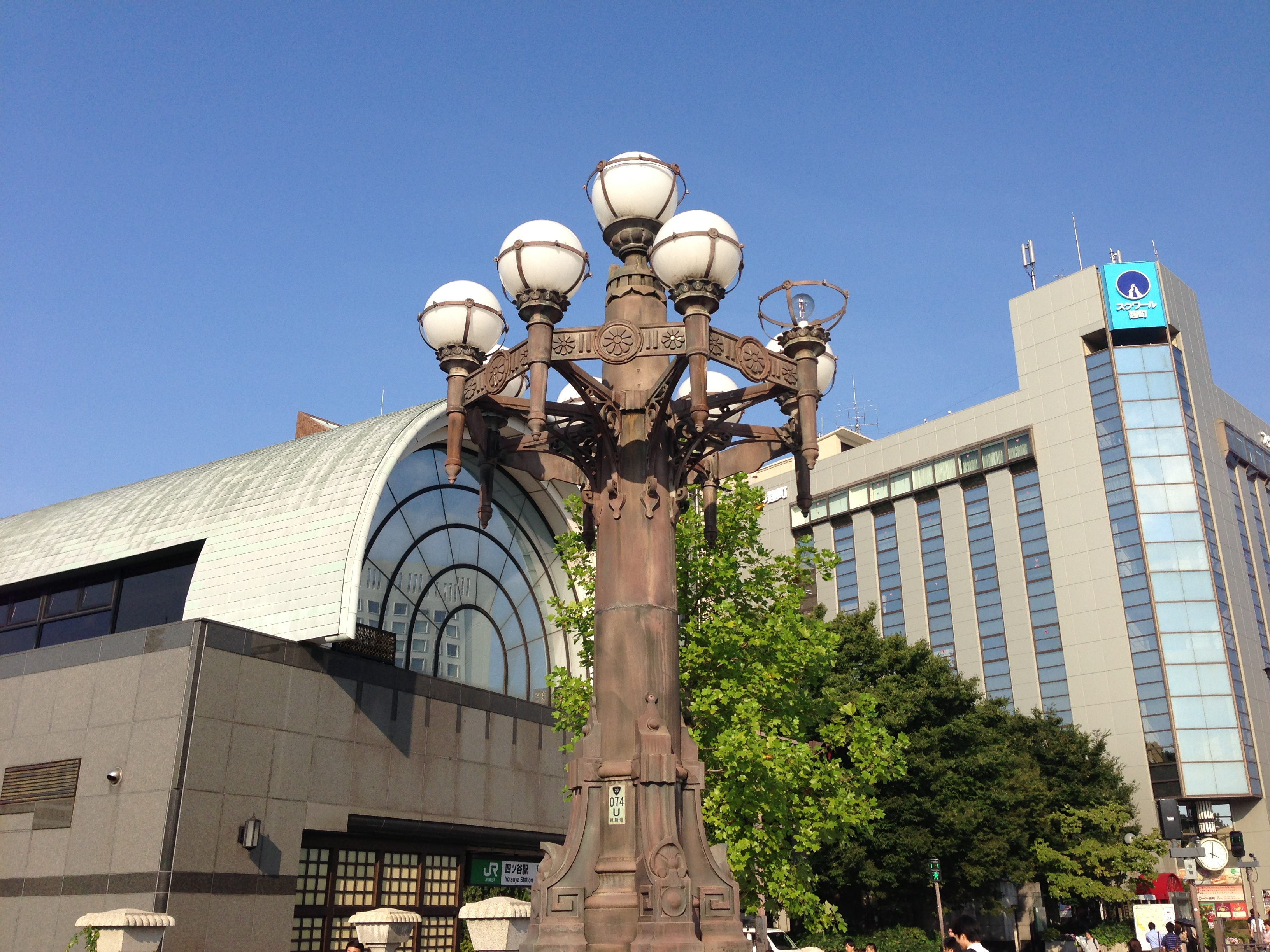
四ツ谷駅前で現在も使用されている橋灯
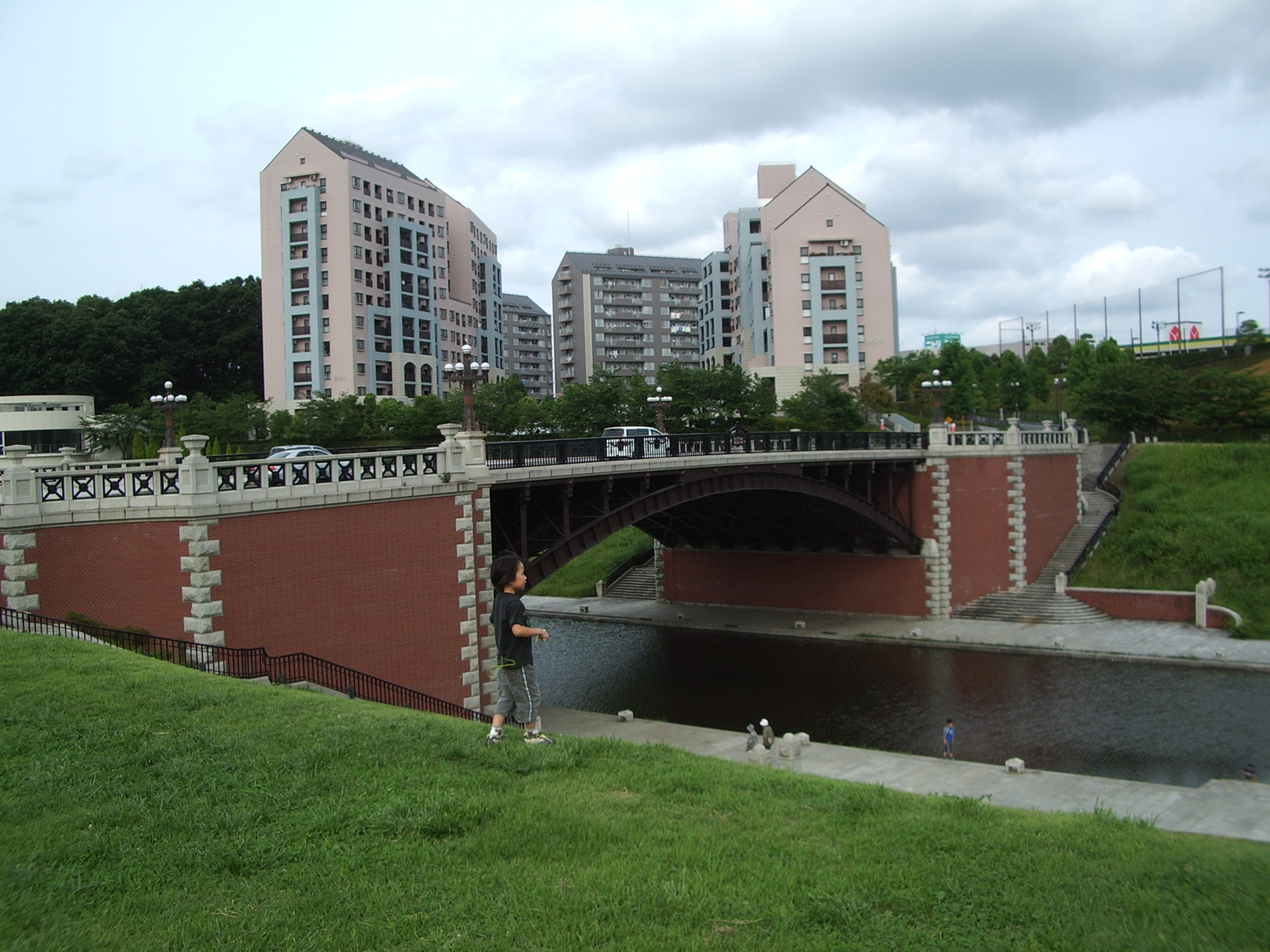
移築された、旧四谷見附橋（長池見附橋）

## 構造
初代の橋は400メートルほど離れた赤坂離宮との調和を図り、高欄や橋灯はネオ・バロック様式が採用された。橋台は隅を花崗岩で押さえた煉瓦積みの外殻で、アーチは茶褐色に塗装された。
新たな橋は旧橋のアーチをイメージしたラーメン構造とし、高欄や橋灯は旧橋のものが再利用されている。上下線各3車線+右折車線で、両側に歩道が付く。